# Alchemilla butaguensis
Alchemilla butaguensis é uma espécie de rosácea do gênero Alchemilla, pertencente à família Rosaceae.